# Bilgetegin di Ghazna
Bilgetegin (... – Ghazna, X secolo) è stato un funzionario turco.

## Biografia
È stato un ufficiale turco, giunto a Ghazna con il comandante Alp Tigin, padre di Abu Ishaq Ibrahim di Ghazna, venne eletto nuovo governatore quando quest'ultimo morì senza lasciare eredi della dinastia Ghaznavide. I principi ed i potentati turchi lo nominarono governatore in nome della dinastia samanide nel novembre del 966. Morì nel 975 a Ghazna senza lasciare eredi, ed il suo titolo venne preso dal comandante turco Böritigin.